# Krajná Bystrá
Krajná Bystrá este o comună slovacă, aflată în districtul Svidník din regiunea Prešov. Localitatea se află la altitudinea de 363 m deasupra n.m., se întinde pe o suprafață de 8,94 km2 și în 2017 număra 438 de locuitori.

## Istoric
Localitatea Krajná Bystrá este atestată documentar din 1618.

## Demografie
| An:                | 1994 | 2004    | 2014    | 2024    |
| ------------------ | ---- | ------- | ------- | ------- |
| Număr de persoane: | 301  | 335     | 419     | 502     |
| Diferență:         |      | +11,29% | +25,07% | +19,80% |

| An:                | 2023 | 2024   |
| ------------------ | ---- | ------ |
| Număr de persoane: | 495  | 502    |
| Diferență:         |      | +1,41% |